# Prêmios Globo de Ouro de 1997

Prêmios Globo de Ouro de 1997

 19 de janeiro de 1997
Filme - Drama:
The English Patient
Filme - Comédia ou Musical:
Evita
Série de televisão – Drama:
The X-Files
Série de televisão – Comédia ou Musical:
3rd Rock from the Sun
Minissérie ou Filme para televisão:
Rasputin: Dark Servant of Destiny
Prêmios Globo de Ouro 

← 1996  ·  1998 →
Os Prêmios Globo de Ouro de 1997 (no original, em inglês, 54th Golden Globe Awards) honraram os melhores profissionais de cinema e televisão, filmes e programas televisivos de 1997. Os candidatos nas diversas categorias foram escolhidos pela Associação de Imprensa Estrangeira de Hollywood (AIEH) e os nomeados anunciados em 19 de dezembro de 1996.
Na cerimônia, The English Patient liderou as indicações, com um total de sete. Em relação às vitórias, The English Patient foi coroado como melhor filme de drama e Evita melhor filme de comédia ou musical. Além disso, Miloš Forman, diretor de The People vs. Larry Flynt, foi coroado como melhor diretor.

## Vencedores e nomeados

### Cinema
| Melhor filme | Melhor filme |
| Drama | Comédia ou musical |
| --- | --- |
| - The English Patient - Breaking the Waves - The People vs. Larry Flynt - Secrets & Lies - Shine                                                                                                  | - Evita - The Birdcage - Everyone Says I Love You - Fargo - Jerry Maguire |
| Melhor atuação em filme de drama | |
| Ator | Atriz |
| - Geoffrey Rush – Shine - Ralph Fiennes – The English Patient - Mel Gibson – Ransom - Woody Harrelson – The People vs. Larry Flynt - Liam Neeson – Michael Collins                                | - Brenda Blethyn – Secrets & Lies - Courtney Love – The People vs. Larry Flynt - Meryl Streep – Marvin's Room - Kristin Scott Thomas – The English Patient - Emily Watson – Breaking the Waves |
| Melhor atuação em filme de comédia ou musical | |
| Ator | Atriz |
| - Tom Cruise – Jerry Maguire - Antonio Banderas – Evita - Kevin Costner – Tin Cup - Nathan Lane – The Birdcage - Eddie Murphy – The Nutty Professor                                               | - Madonna – Evita - Glenn Close – 101 Dalmatians - Frances McDormand – Fargo - Debbie Reynolds – Mother - Barbra Streisand – The Mirror Has Two Faces |
| Melhor atuação coadjuvante em filme – drama, comédia ou musical | |
| Ator coadjuvante | Atriz coadjuvante |
| - Edward Norton – Primal Fear - Cuba Gooding Jr. – Jerry Maguire - Samuel L. Jackson – A Time to Kill - Paul Scofield – The Crucible - James Woods – Ghosts of Mississippi                        | - Lauren Bacall – The Mirror Has Two Faces - Joan Allen – The Crucible - Juliette Binoche – The English Patient - Barbara Hershey – The Portrait of a Lady - Marianne Jean-Baptiste – Secrets & Lies - Marion Ross – The Evening Star                                                                         |
| Melhor direção | Melhor roteiro |
| - Miloš Forman – The People vs. Larry Flynt - Joel Coen – Fargo - Scott Hicks – Shine - Anthony Minghella – The English Patient - Alan Parker – Evita                                             | - Scott Alexander e Larry Karaszewski – The People vs. Larry Flynt - Anthony Minghella – The English Patient - Joel Coen e Ethan Coen – Fargo - John Sayles – Lone Star - Jan Sardi – Shine |
| Melhor trilha sonora original | Melhor canção original |
| - Gabriel Yared – The English Patient - Elliot Goldenthal – Michael Collins - Marvin Hamlisch – The Mirror Has Two Faces - David Hirschfelder – Shine - Alan Menken – The Hunchback of Notre Dame | - "You Must Love Me" – Madonna (Evita) - "Because You Loved Me" – Celine Dion – Up Close and Personal - "For the First Time" – Kenny Loggins (One Fine Day) - "I Finally Found Someone" – Barbra Streisand & Bryan Adams (The Mirror Has Two Faces) - "That Thing You Do!" – The Wonders (That Thing You Do!) |
| Melhor filme em língua estrangeira | |
| - Kolja ( Chéquia) - Le Huitième Jour ( Bélgica) - Luna e l'altra ( Itália) - Kavkazskiy plennik ( Rússia) - Ridicule ( França)                                                                   | |

#### Filmes com múltiplas nomeações
| Nomeações | Filme                      |
| --------- | -------------------------- |
| 7         | The English Patient        |
| 5         | Evita                      |
| 5         | The People vs. Larry Flynt |
| 5         | Shine                      |
| 4         | The Mirror Has Two Faces   |
| 4         | Fargo                      |
| 3         | Secrets & Lies             |
| 3         | Jerry Maguire              |
| 3         | Breaking the Waves         |
| 2         | The Crucible               |
| 2         | The Birdcage               |
| 2         | Michael Collins            |

#### Filmes com múltiplos prêmios
| Prêmios | Filme               |
| ------- | ------------------- |
| 3       | Evita               |
| 2       | The English Patient |

### Televisão
| Melhor série | Melhor série |
| Drama | Comédia ou musical |
| --- | --- |
| - The X-Files - Chicago Hope - ER - NYPD Blue - Party of Five | - 3rd Rock from the Sun - Frasier - Friends - The Larry Sanders Show - Mad About You - Seinfeld                                                                                                |
| Melhor atuação em série de drama | |
| Ator | Atriz |
| - David Duchovny – The X-Files - George Clooney – ER - Anthony Edwards – ER - Lance Henriksen – Millennium - Jimmy Smits – NYPD Blue                                                   | - Gillian Anderson – The X-Files - Christine Lahti – Chicago Hope - Heather Locklear – Melrose Place - Jane Seymour – Dr. Quinn, Medicine Woman - Sherry Stringfield – ER                      |
| Melhor atuação em série de comédia ou musical | |
| Ator | Atriz |
| - John Lithgow – 3rd Rock from the Sun - Tim Allen – Home Improvement - Michael J. Fox – Spin City - Kelsey Grammer – Frasier - Paul Reiser – Mad About You                            | - Helen Hunt – Mad About You - Brett Butler – Grace Under Fire - Fran Drescher – The Nanny - Cybill Shepherd – Cybill - Brooke Shields – Suddenly Susan - Tracey Ullman – Tracey Takes On...   |
| Melhor atuação em minissérie ou filme para televisão | |
| Ator | Atriz |
| - Alan Rickman – Rasputin: Dark Servant of Destiny - Armand Assante – Gotti - Beau Bridges – Losing Chase - Stephen Rea – Crime of the Century - James Woods – The Summer of Ben Tyler | - Helen Mirren – Losing Chase - Ashley Judd – Norma Jean & Marilyn - Demi Moore – If These Walls Could Talk - Isabella Rossellini – Crime of the Century - Mira Sorvino – Norma Jean & Marilyn |
| Melhor atuação coadjuvante em série, minissérie ou filme para televisão | |
| Ator coadjuvante | Atriz coadjuvante |
| - Ian McKellen – Rasputin: Dark Servant of Destiny - David Paymer – Crime of the Century - David Hyde Pierce – Frasier - Anthony Quinn – Gotti - Noah Wyle – ER                        | - Kathy Bates – The Late Shift - Cher – If These Walls Could Talk - Christine Baranski – Cybill - Kristen Johnston – 3rd Rock from the Sun - Greta Scacchi – Rasputin: Dark Servant of Destiny |
| Melhor minissérie ou filme para televisão | |
| - Rasputin: Dark Servant of Destiny - Crime of the Century - Gotti - Hidden in America - If These Walls Could Talk - Losing Chase                                                      | |

#### Séries com múltiplas nomeações
| Nomeações | Série                             |
| --------- | --------------------------------- |
| 5         | ER                                |
| 5         | Rasputin: Dark Servant of Destiny |
| 5         | Crime of the Century              |
| 3         | The X-Files                       |
| 3         | 3rd Rock from the Sun             |
| 3         | Mad About You                     |
| 3         | Frasier                           |
| 3         | Gotti                             |
| 3         | If These Walls Could Talk         |
| 3         | Losing Chase                      |
| 2         | NYPD Blue                         |
| 2         | Chicago Hope                      |
| 2         | Norma Jean & Marilyn              |
| 2         | Cybill                            |

#### Séries com múltiplos prêmios
| Prêmios | Série                             |
| ------- | --------------------------------- |
| 3       | The X-Files                       |
| 2       | 3rd Rock from the Sun             |
| 2       | Rasputin: Dark Servant of Destiny |